# Shadow Ops: Red Mercury
Shadow Ops: Red Mercury é um jogo eletrônico de tiro em primeira pessoa desenvolvido pela Zombie Studios e publicado pela Atari em 2004. Foi lançado para Xbox nos Estados Unidos em 15 de junho de 2004 e em 18 de junho de 2004 para algumas partes do mundo que utilizam o sistema PAL. Posteriormente, foi lançado para Microsoft Windows nos Estados Unidos em 21 de setembro de 2004 e em 1º de outubro de 2004 para algumas partes do mundo que utilizam o sistema PAL.
A Tommo comprou os direitos deste jogo e o publicou digitalmente por meio de sua marca Retroism em 2015.

## Jogabilidade
Shadow Ops: Red Mercury é um jogo de tiro em primeira pessoa focado em ação, baseado em armas e equipamentos militares modernos, embora apresentado como um "filme de ação de verão" em vez de uma simulação militar realista e hardcore. A atmosfera é semelhante à da série Call of Duty: Modern Warfare, embora seja 3 anos anterior ao primeiro jogo da série. Os jogadores avançam por níveis lineares enquanto lutam contra terroristas e soldados russos hostis, usando uma variedade de armas de fogo modernas.
Como muitos jogos da época, Shadow Ops: Red Mercury não tem regeneração de vida, com o jogador, em vez disso, contando com pickups de saúde encontrados ao longo de cada missão. No início de cada missão, o jogador recebe 3 armas: tipicamente uma arma de porte, um fuzil de assalto e uma arma especial, como um escopeta, fuzil de precisão ou metralhadora leve e não pode obter armas diferentes durante a missão. O jogador pode fazer visada na mira de sua arma para maior precisão. Apresentado com um zoom estilizado, o jogador confia no retículo da mira e não mira verdadeiramente através da mira de ferro da arma, embora miras telescópicas sejam utilizadas corretamente de uma perspectiva de primeira pessoa; enquanto mira dessa forma, o jogador não pode se mover, mas pode se inclinar para atirar em cantos ou sobre cobertura. As opções de combate incluem disparar a arma empunhada pelo jogador, lançar granadas e ataques corpo a corpo utilizando a coronha de sua arma de fogo. Um elemento de jogabilidade único é a capacidade de rolar granadas pelo chão, em vez de simplesmente jogá-las pelo ar.
O jogo não possui um sistema de salvamento manual ou por checkpoint, o que significa que cada nível deve ser concluído do início ao fim. No entanto, os níveis concluídos podem ser revisitados a qualquer momento no menu de seleção de níveis.

## Recepção
Shadow Ops: Red Mercury recebeu críticas "mistas ou médias", de acordo com o agregador de críticas Metacritic, com uma pontuação de 61 e 5,0 dos críticos e usuários, respectivamente.